# Vattenfall
A Vattenfall AB é uma empresa estatal sueca de capital aberto, com sede na cidade de Solna, líder na produção, distribuição e comercialização de energia elétrica, gás e calefação urbana no país.

Fundada como Statens Vattenfallsverk em 1909, foi transformada em empresa de capital aberto (aktiebolag) em 1992.

Está presente na Suécia e na Alemanha, e ainda nos Países Baixos, Dinamarca, Reino Unido e Finlândia.

## Algumas instalações da vattenfall

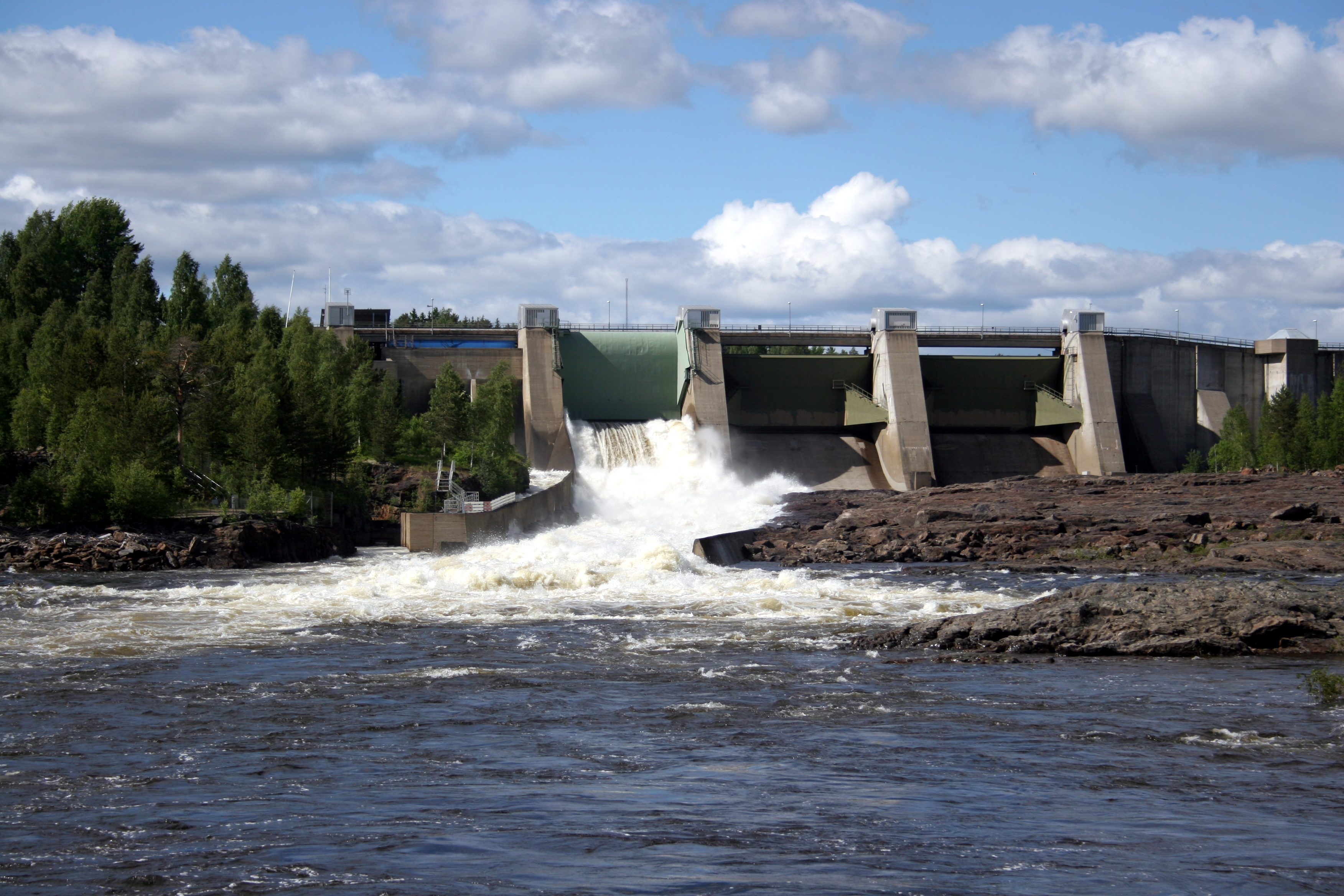
Barragem de Stornorrfors na Suécia
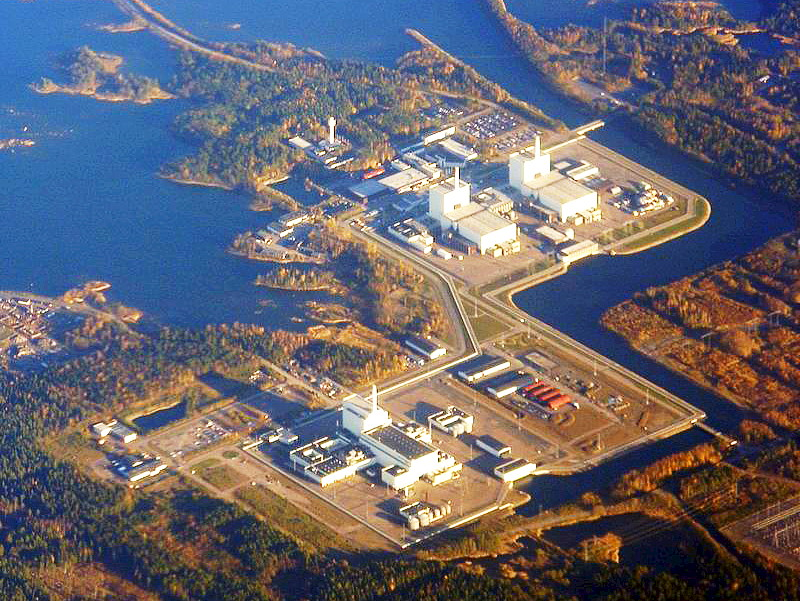
Central nuclear de Forsmark na Suécia
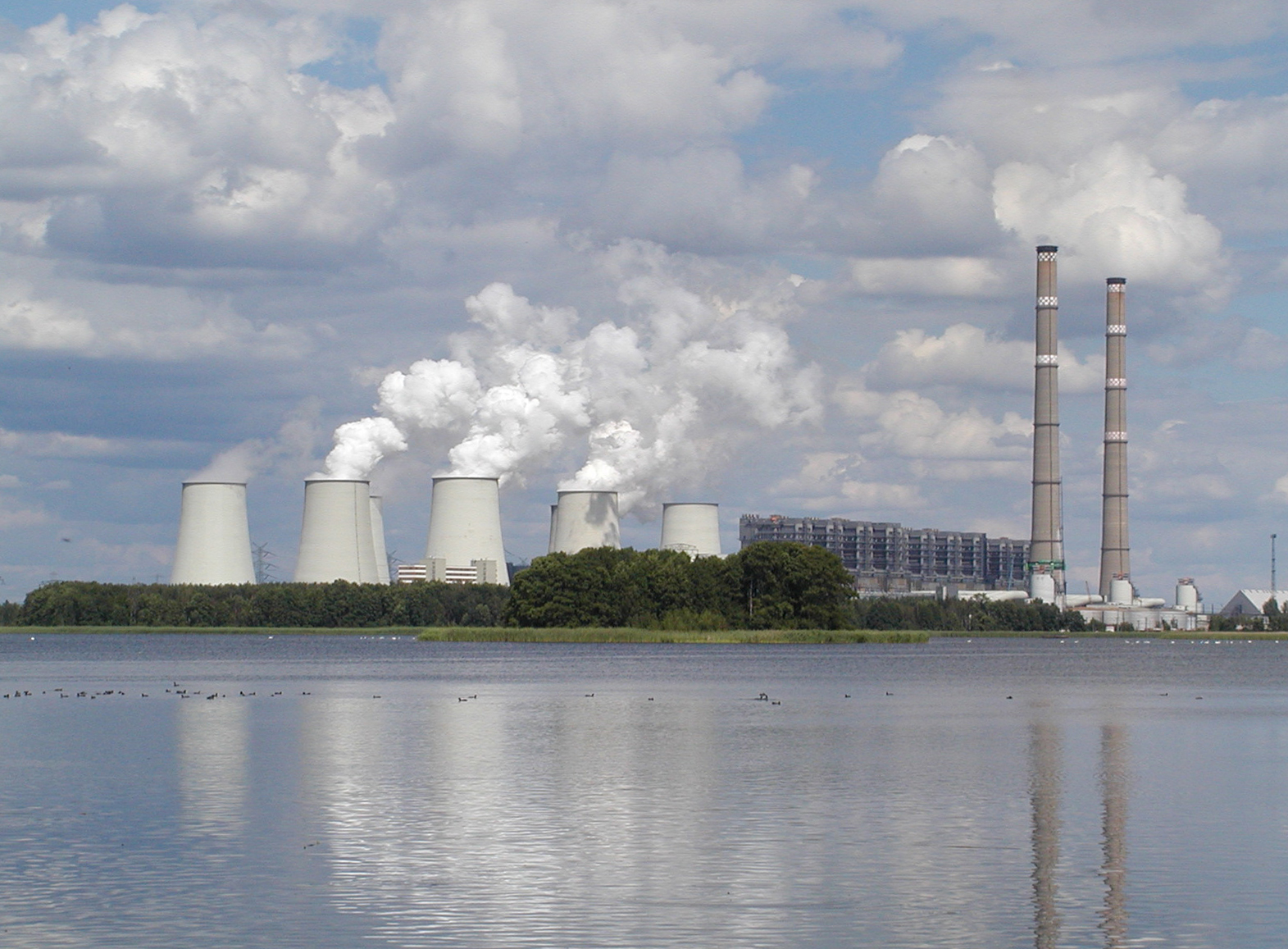
Central termoeléctrica de Jänschwalde na Alemanha
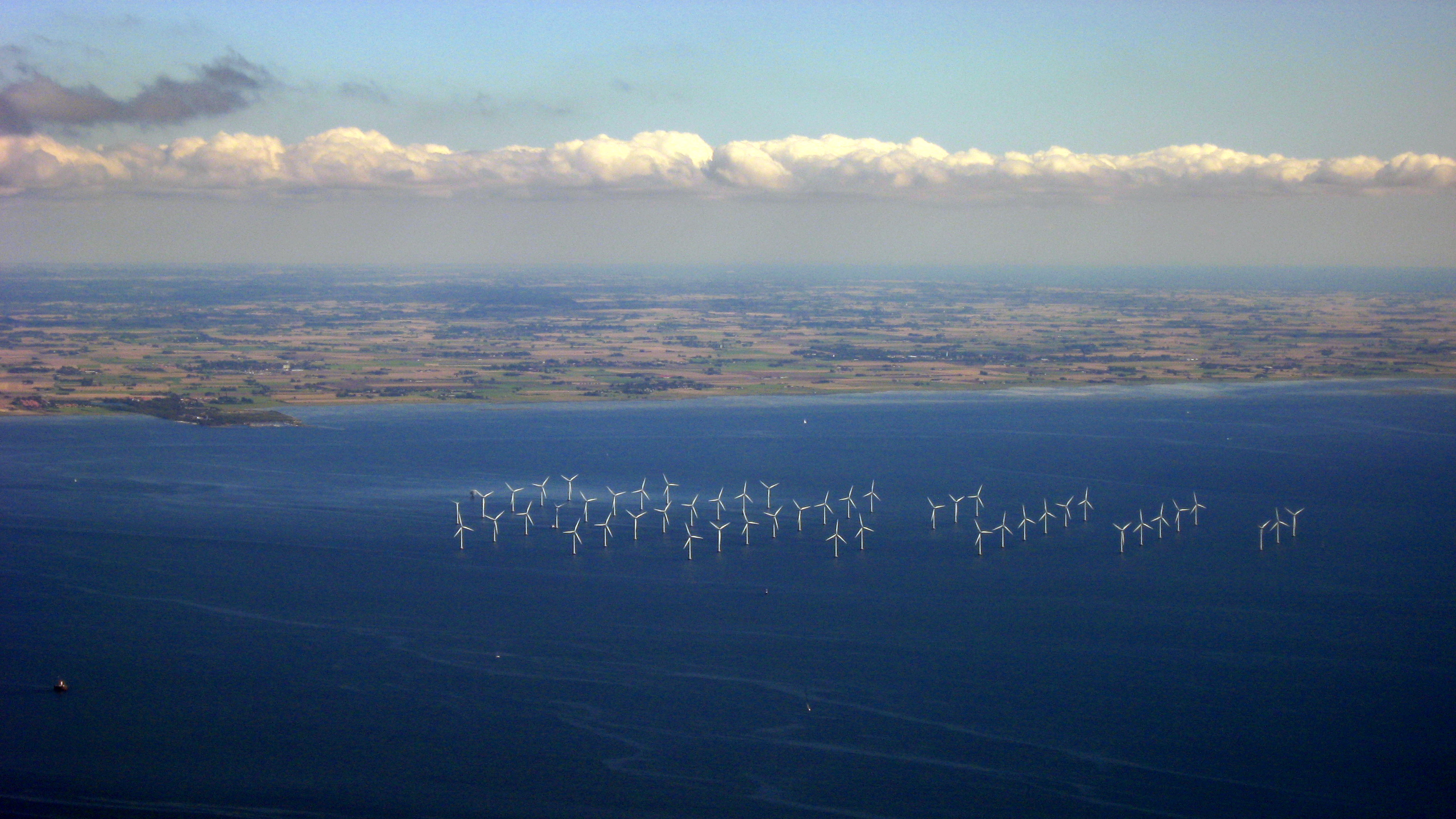
Parque eólico de Lillgrund Suécia